# Русенорськ
Русено́рськ, русоно́рськ (норв. russenorsk, russonorsk), або «моя-по-твоя» (moja på tvoja) — змішана російсько-норвезька мова (один з прикладів піджина), призначена для спілкування поморських і норвезьких торговців на північному узбережжі Норвегії. Існувала з 1750 по 1920 роки, коли велась активна морська торгівля зерном і рибою між Норвегією і Помор'ям.
Оскільки збереглися лише письмові тексти, не можна з точністю стверджувати, як саме звучала ця мова. Вимова могла не зовсім відповідати текстовим матеріалам. Русенорськ була усною мовою з низьким статусом, адже вона не була ні нормальною російською, ні нормальною норвезькою мовою. Під час торгу мова жестів і міміки мала майже таке ж значення, як те, що вимовлялося вголос. Невідомо, чи складалася ця мова тільки з окремих постійних зворотів, до яких додавалися жести й імпровізації, чи в неї була якась постійна мовна структура зі своїм словниковим запасом. Але відомо, що поступово мова набула порівняно стабільне ядро, що складається зі слів і виразів. Існуючі приклади користування мовою були записані, починаючи з кінця XVIII ст.
Для полегшення спілкування між собою під час торгу північнонорвезькими рибалками та поморами було створено спільну мову. Ця торговельна мова називалася русенорском. Існує ще одна назва: «моя-по-твоя», від російських займенників моя і твоя та широко використовуваного прийменника «по». Русенорск був мовою-піджином, тобто змішаною мовою, створенною в результаті контактів як мінімум двох різних мовних груп. Найвідоміші піджини, що виникли в європейських колоніях на Сході, на островах Карибського моря, в Південній Америці та Африці. Сфера застосування піджинів обмежена тому, що вони ні для кого не є рідною мовою. Більша частина вокабуляру руссенорска, природно, мала відношення до промислової та комерційної термінології або була пов'язана з ритуалом торгу.
Всього в руссенорсці зареєстровано трохи менше 400 слів, половина з них згадується в письмових джерелах тільки один раз. Постійне ядро мови складалося приблизно з 150 слів. Близько 50 % слів норвезького походження, 40 % — російського. Інші слова — запозичення з інших мов, зокрема, англійської, нідерландської, нижньонімецької, фінської та саамскої. Наприклад, слово грот походить від голландського або нижньонімецького «великий, багато», а дієслово сліпом — від англійського «спати». Частина лексики, як, наприклад, слово скаффом (є) можна віднести до міжнародного військово-морського жаргону. Переважання в лексиці слів норвезького походження можна пояснити тим фактом, що мовою користувалися, головним чином, у Норвегії. Майже всі приклади були записані в Норвегії.

## Приклади
- Moja på tvoja. — Я розмовляю твоєю [мовою].
- Kak sprek? Moje niet forsto. — Що ти кажеш? Я тебе не розумію.
- å råbbåte — працювати.
- klæba — хліб.
- Drasvi, gammel god venn på moja! Kor ju stannom på gammel ras? — Вітаю, мій добрий друже! Як твої вчорашні справи?
- Ju spræk på moja kantor kom — Ти сказав, що прийдеш до мене в контору.
- Moja på ander kantor, nokka vin drikkom, så lite pjan kom — Я був в іншій конторі, випив трохи вина, а потім сп'янів.
- Tvoja fisk kopom?  — Ти купиш рибу?
- Saika kopom i på Arkangelsk på gaf spaserom — Я куплю сайди і попливу в Архангельськ.
- Kak pris? Mangeli kosta? — Яка ціна? Скільки коштує?
- En voga mokka, så galanna voga treska — 1 віз борошна за 2 вози тріски.
- Eta grot dyr. Værsegod, på minder prodaj! — Це дуже дорого. Будь ласка, продай дешевше!